# Neoharriotta pinnata
Neoharriotta pinnata (лат.) — вид хрящевых рыб. Название рода происходит от neos, по-гречески «новый», то есть новый род, и фамилии Томаса Хэрриота (1560—1621) — английского астронома, математика, этнографа и переводчика (в русскоязычных источниках может упоминаться как Харриот или Гарриот). Видовое название от латинского pinnata, «крылатый», возможно, из-за широких грудных плавников.
Максимальная длина тела 130 см. Форма тела удлинённая. Рострум длинный, узкий, слегка приплюснутый. Зубные пластины ребристые и тупые. Грудные плавники короткие и широкие, анальный плавник большой и изогнутый, а хвостовой плавник без бугорков на верхнем крае, но с короткой конечной нитью. Окрас тёмно-коричневый. Обитает в Восточной Атлантике: Кейп-Бланк, Мавритания до залива Уолфиш-Бей, Намибия. И в Индийском океане: Аравийское море и воды Индии. Глубоководные батидемерсальные рыбы. Встречается на глубине от 150 до 800 метров, обычно от 200 до 470. Яйцекладущее животное. Веретенообразные яйца заключены в роговые оболочки. Безвредны для человека, считаются видом, близким к уязвимому положению, не являются объектом промысла.